# Hans Brian
Johannes Franciscus Maria (Hans) Brian (Amsterdam, 19 januari 1940 – Son, 7 juni 2022) was een Nederlands rugbyer, -coach, sportjournalist, sportcommentator en televisiepresentator.
Brian speelde vanaf 1956 rugby bij AAC en kwam vanaf 1959 uit voor het Nederlands rugbyteam. In 1963 moest hij vanwege een blessure stoppen. Hij deed de Academie voor Lichamelijke Opvoeding en was in de jaren 1960 bondscoach van het Nederlands rugbyteam. Ook zette hij zich in voor de begeleiding van rugbytrainers en -scheidsrechters. In 1970 ging Brian op de sportredactie van De Telegraaf werken. In 1976 maakte hij de overstap naar de NOS. Daar werd Brian sportcommentator en had naast rugby ook hockey als specialisatie waarbij hij verschillende grote finales becommentarieerde. Ook was hij vaste commentator bij tafeltennis, badminton en auto- en motorsport; de TT Assen, Formule 1 en Parijs-Dakar. Hiernaast was hij eerst werkzaam als gymleraar (o.a. op het Van der Puttlyceum) en daarna had hij een staffunctie op de communicatie-afdeling van DAF. Tussen 1985 en 1987 presenteerde Brian voor de NCRV de spelshow  It's All in the Game. In 2005 stopte hij bij de NOS. Brian werd in 2007 lid van verdienste van de Nederlandse Rugby Bond en in 2016 werd dat opgewaardeerd tot erelid. Hij was tevens in 2004 benoemd tot lid van verdienste van de KNHB.